# Isla del Caño
Isla del Caño er en mindre ø ud for Costa Ricas vestkyst i Bahia de Coronado.
8°42′21″N 83°52′43″V / 8.705764°N 83.878644°V